# Černovice (Ukrajina)
Černovice (ukrajinsky Чернівці / Černivci [čerňiuci], rumunsky Cernăuți, bělorusky Чарнаўцы / Čarnaŭcy, jidiš טשערנאָװיץ [černovic], hebrejsky צ׳רנוביץ, rusky Черновцы / Černovcy, polsky Czerniowce, slovensky Černovice, německy Czernowitz nebo Tschernowitz, maďarsky Csernovic, arménsky Չերնովից / Černovic̕) jsou oblastní město na jihozápadní Ukrajině na řece Prut na úpatí Karpat, historické zemské hlavní město Bukoviny a dnes správní středisko Černovické oblasti. Je kulturním i hospodářským centrem širšího regionu a kulturním střediskem několika národnostních menšin, historicky se zde střetávaly mocenské vlivy a zájmy Polska, Rakouska, Rumunska, Osmanské říše a Ruska (resp. Sovětského svazu). Komplex Černovické univerzity, jehož autorem je Josef Hlávka, je od roku 2011 zapsán na seznamu Světového dědictví UNESCO.

## Historie
Archeologické vykopávky odkryly v této lokalitě stopy neolitické osady. První písemné zmínky pocházejí z roku 1408, avšak opevněné sídlo zde existovalo už ve 12. století. Právě tmavá barva opevnění dala dle legendy městu jméno „Černovice“. V roce 1359 získal město a okolí kníže Bohdan I. a přičlenil ho k Moldavskému knížectví. V 16. a 17. století byla Bukovina a Besarábie dějištěm srážek tureckých a polských vojsk (Nedaleko leží Chotyn, kde byla svedena jedna z nejslavnějších bitev).
Roku 1775 získala budoucí Bukovinu habsburská monarchie a Černovice se pak staly hlavním městem jedné ze zemí pozdějšího Předlitavska. Během 19. století několikanásobně vzrostl počet obyvatel. Roku 1866 Lvovsko-černovicko-jasská dráha připojila město k železniční síti. V době probouzení ukrajinského národního povědomí a zejména po carském zákazu veřejného užívání ukrajinštiny na ruském území (většina Ukrajiny vč. Kyjeva) se Černovice spolu s Lvovem a Stanislavovem (Ivano-Frankivsk) staly jedním z center ukrajinského jazyka, písemnictví a kultury; tehdy zde působila mj. spisovatelka Olha Kobyljanska a zrodila se tu též nynější ukrajinská hymna.
20. století přineslo mocenské zvraty a Černovice jednak několikrát připadly jinému státu (podobně jako Zakarpatská oblast), jednak přišly (částečně) o etnickou rozmanitost (zvláště vlivem holocaustu). Tak se staly roku 1918 součástí Rumunska, 1940 součástí SSSR, 1941 opět Rumunska, 1944 znovu SSSR. Od roku 1991 patří samostatné Ukrajině.

## Obyvatelstvo
| Rok  | Počet obyvatel |
| ---- | -------------- |
| 1775 | 2 300          |
| 1832 | 11 000         |
| 1869 | 34 000         |
| 1900 | 65 800         |
| 1930 | 112 400        |
| 1941 | 78 800         |
| 1959 | 152 300        |
| 1984 | 238 000        |
| 2005 | 242 300        |
| 2014 | 264 000        |
| 2017 | 266 100        |
| 2022 | 264 298        |

Černovice (potažmo celá Bukovina) vždy vynikaly pestrým národnostním složením a v minulosti též převahou židovského obyvatelstva. Z tradičních menšin je dodnes nejvýraznější rumunská, pro niž jsou Černovice historickým kulturním centrem. V roce 1999 zde byl otevřen rumunský generální konzulát.
Národnostní složení počátkem 20. století:
Židé 33 %; Ukrajinci 19 %; Němci 17 %; Rumuni 15 %; Poláci 15 %.
Národnostní složení v roce 2001:
Ukrajinci 189 000 (79,8 %); Rusové 26 700 (11,3 %); Rumuni 10 500 (4,4 %); Moldavané 3 800 (1,6 %); Poláci 1 400 (0,6 %); Židé 1 300 (0,6 %); ostatní 2 900 (1,2 %).

## Kultura

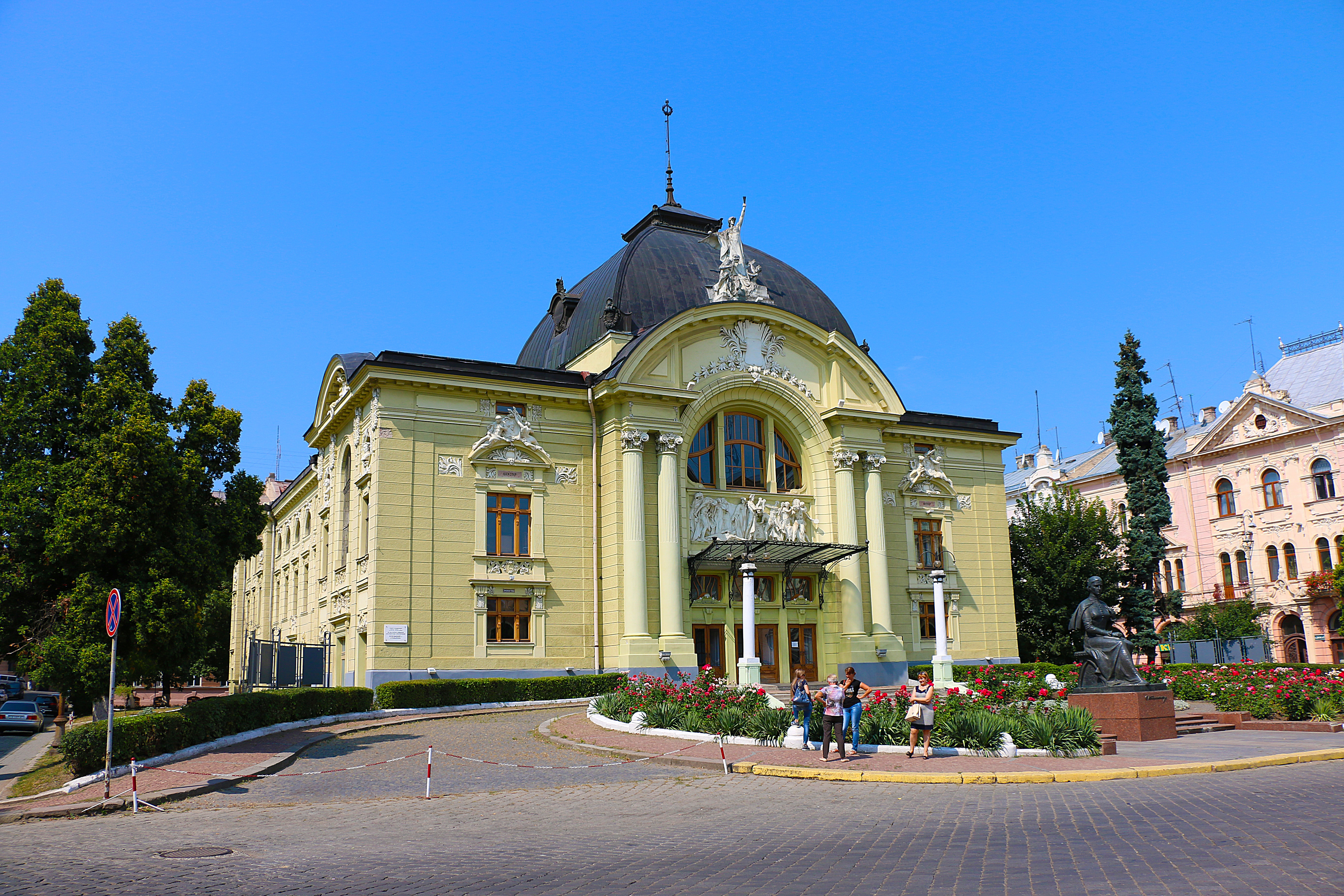
Černovické divadlo

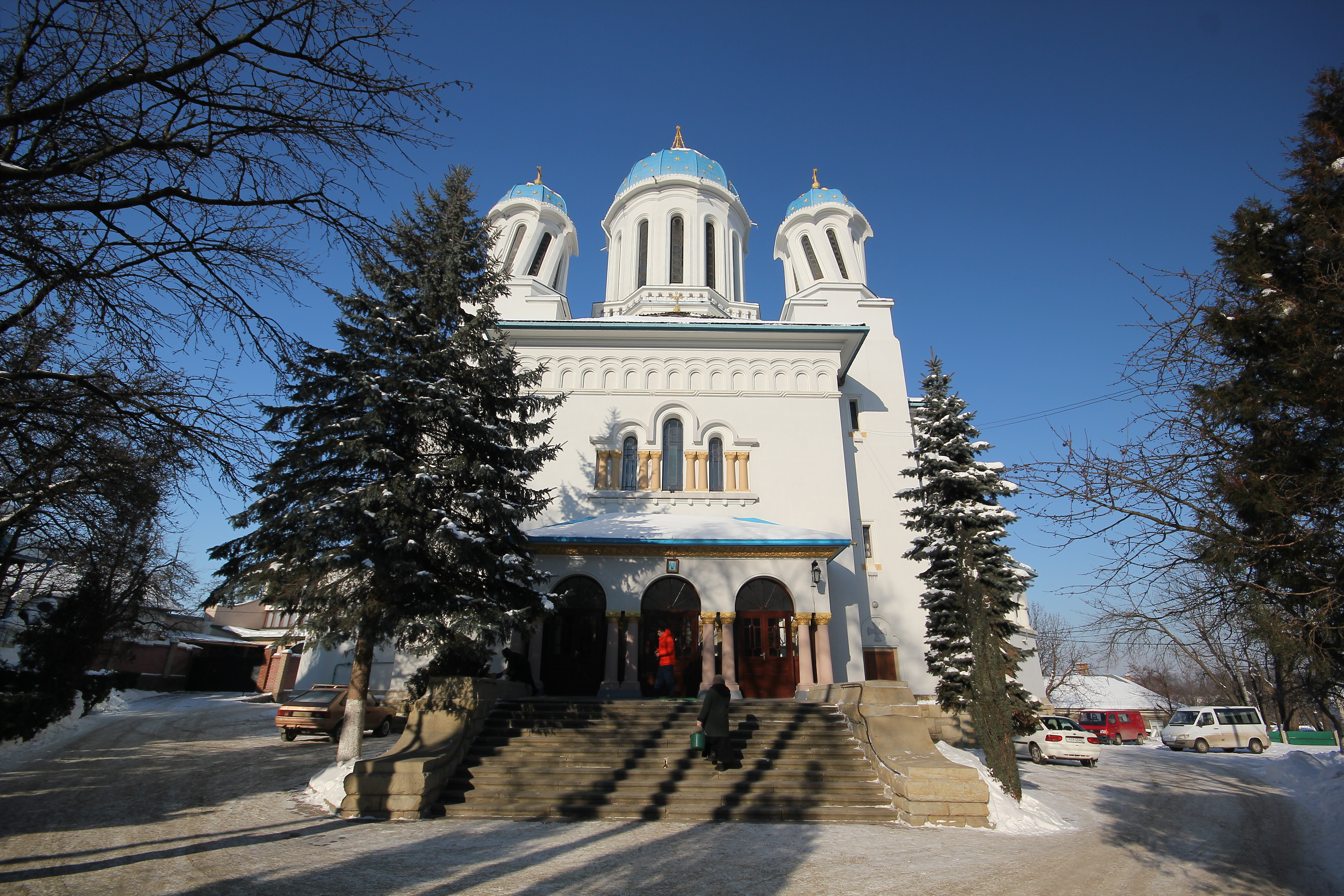
Tzv. Opilý kostel Sv. Mikuláše

### Černovice jako křižovatka kultur
Díky své poloze, bohaté historii a etnické, jazykové i náboženské rozrůzněnosti byly Černovice odedávna prostředím, kde se dařilo kultuře, resp. kulturám; mezi světovými válkami byly místem, kde se "prolínaly i protínaly vlivy Západu a Východu v kumulaci až roztodivné. Členové tamější židovské enklávy psali a mluvili němčinou starorakouské provenience (…) Židovská menšina byla obklopena rumunským lidovým živlem a na západě oddělená od Vídně maďarským územím, zatímco z východu se intenzivně prosazoval slovanský, to jest ruský vliv. Na severozápadě Halič posilovala židovskou komunitu, ale i působení další slovanské větve, polské; na jihu Sedmihradsko, navozující dávnou spjatost s Tureckem, upevňovalo - díky své početné německé menšině - jazykovou čistotu."

### Památky a zajímavosti

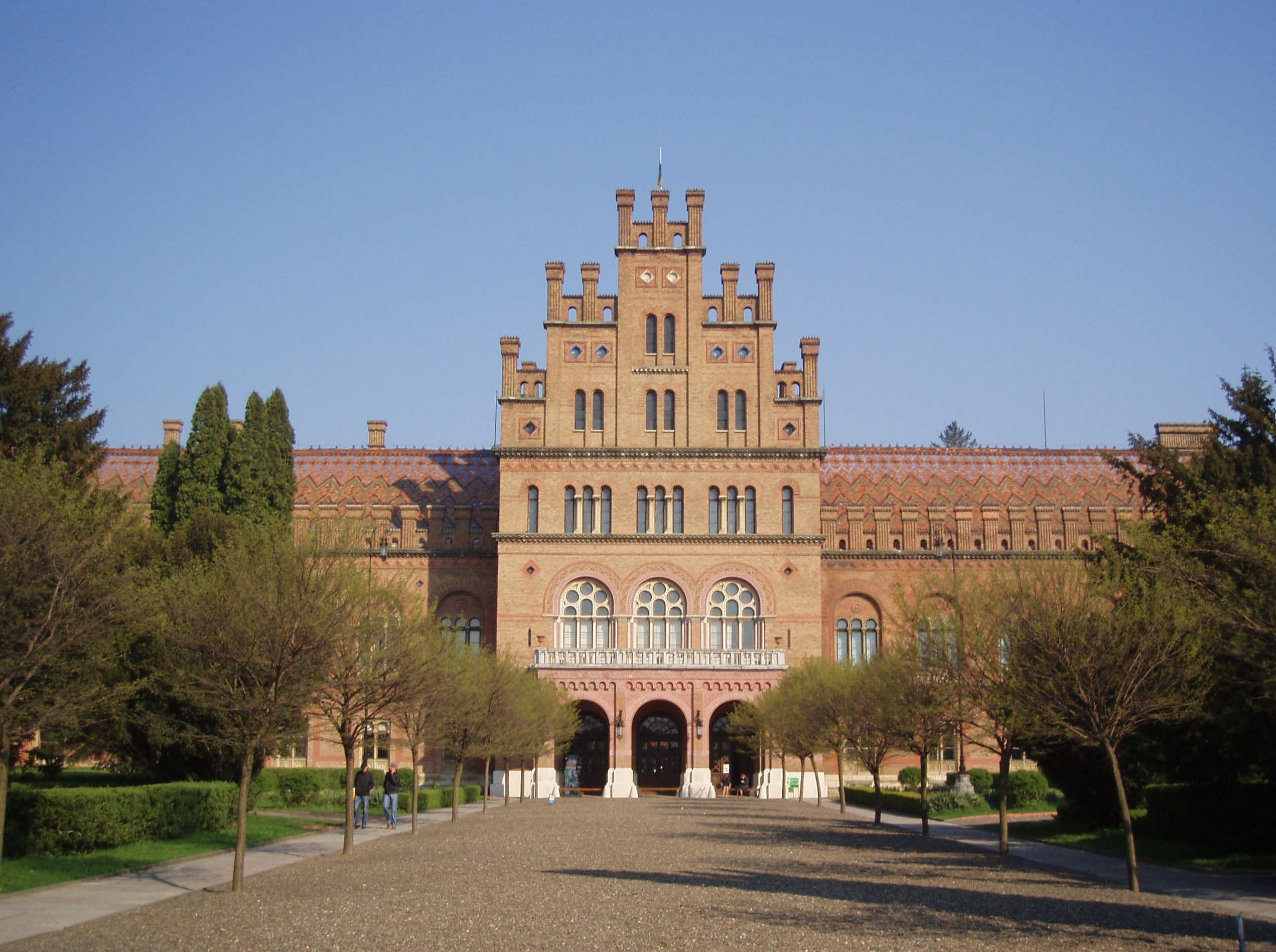
Univerzita (dle návrhu českého architekta Josefa Hlávky)

- Černovická univerzita, netradičně vyhlížející cihlový komplex (z let 1864-1882) od českého architekta Josefa Hlávky; ten zde užil zářivé barevné obklady, netradiční mozaiky, geometrické tvary byzantského stylu, mnoho komínů a věžiček. Na výzdobě kaple se podílela firma bratří Franze a Karla Jobsta z Vídně.[2] Od roku 2011 je zapsán komplex na Seznamu světového dědictví UNESCO.
- Hudebně dramatické divadlo Olhy Kobyljanské
- Černovické regionální muzeum umění
- Muzeum lidové architektury zaměřené na tradiční bukovinské domy a kostely
- katolický Chrám Sv. Ducha s neoklasicistní fasádou a kupolí
- roubený kostel Sv. Nikolaje z počátku 17. století
- „Opilý“ kostel Sv. Nikolaje ze 30. let 20. století
- cihlový Arménský kostel od Josefa Hlávky
- Radnice
- Kalinivská tržnice
- Židovský hřbitov - jeden z největších v Evropě

## Hospodářství a doprava

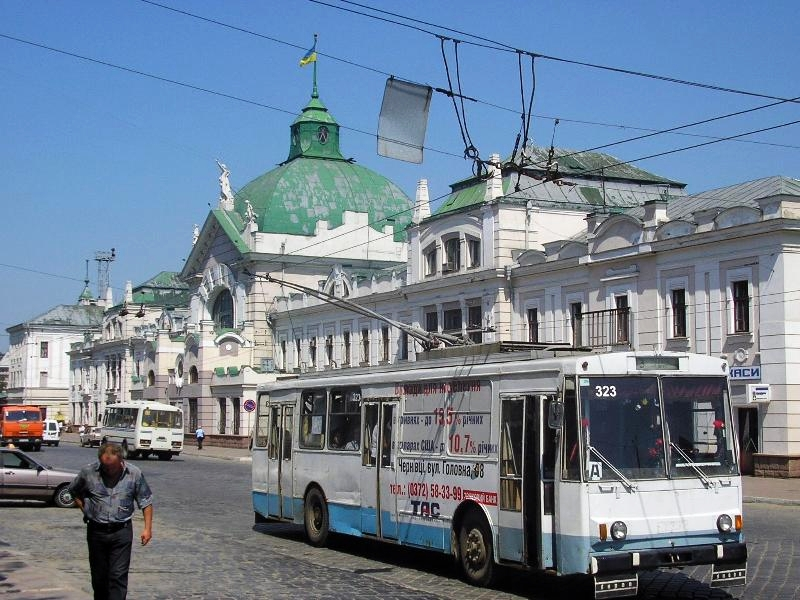
Trolejbus před nádražím v Černovicích

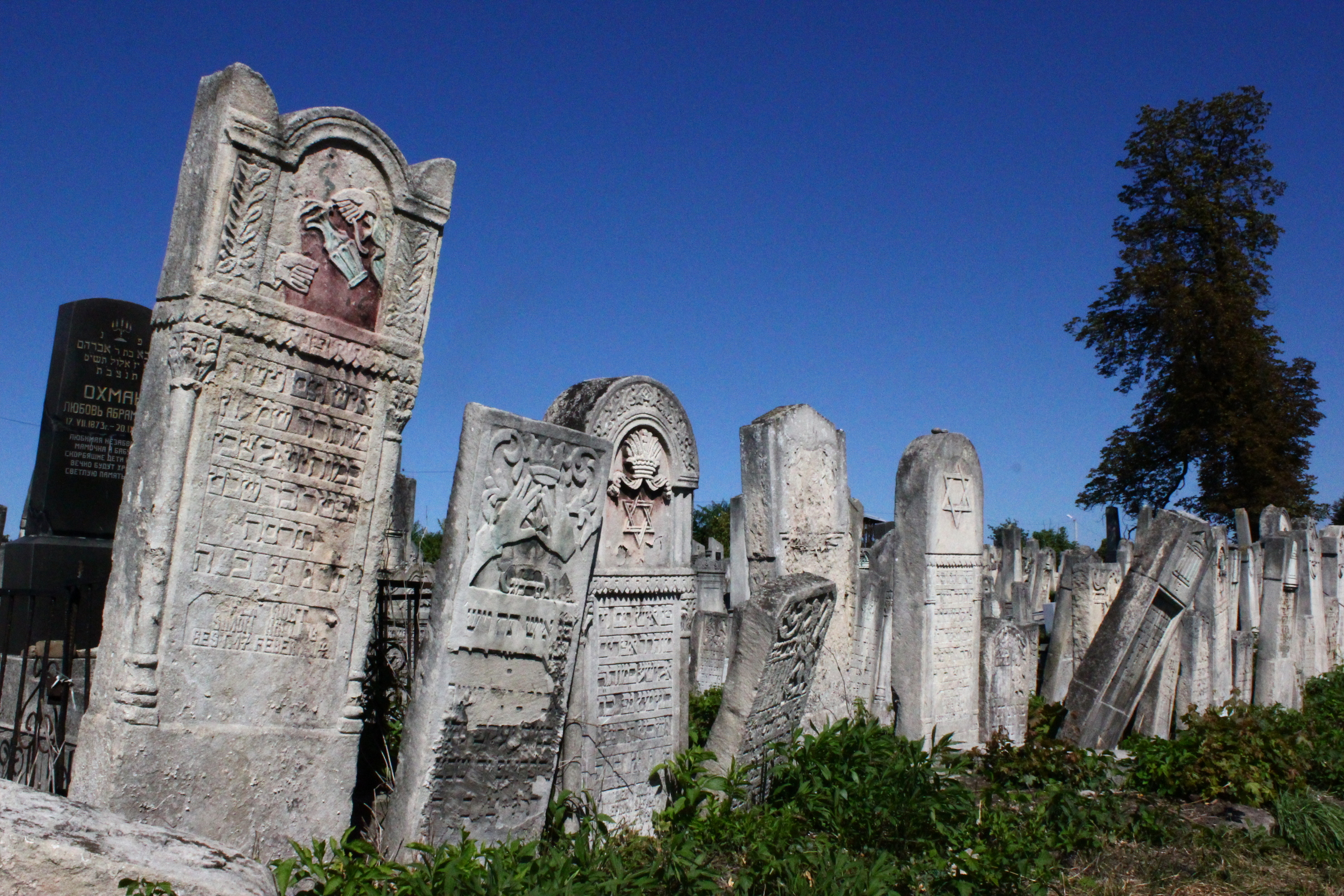
Židovský hřbitov

Na rozdíl od většiny velkých ukrajinských měst nebyl v Černovicích v éře SSSR výrazněji zastoupen těžký průmysl; jsou zde zejména podniky dřevozpracující a textilní.
Přestože Černovice leží na významné trase spojující severovýchodní a jihovýchodní Evropu, dopravní infrastruktura není příliš rozvinutá. Všechny železniční tratě vycházející z Černovic jsou jednokolejné a neelektrifikované. Z nich nejdůležitější vede ze Lvova přes Ivano-Frankivsk, Kolomyji a Černovice dále do Rumunska. Další tratě vedou na sever do města Ternopil, na východ přes moldavské území do Kamence Podolského/Oknice a na jih přes hraniční přechod ve Vadul Siret do rumunské Suceavy. Po roce 2014 byly dálkové a mezinárodní vlaky značně redukovány, nejvzdálenější destinací zůstal Kyjev.
Do mnoha ukrajinských, rumunských a dalších měst jezdí z Černovic autobusy. Černovice mají i malé letiště, odkud létají spoje do Kyjeva.
Již roce 1897 vyjela v Černovicích první tramvaj; zdejší síť však neměla dlouhého trvání a kvůli členitosti terénu byla nahrazena autobusy a trolejbusy.

## Osobnosti

### Slavní rodáci
- Rose Ausländerová (1901–1988), lyrická básnířka
- Charles K. Bliss, (1897–1985), tvůrce písma Bliss
- Josef Burg, (1912–2009), jeden z posledních autorů v jidiš
- Paul Celan (1920–1970), rumunský a německý básník
- Marie Holzerová (1874–1924), rakouská spisovatelka a novinářka
- Erwin Chargaff (1905–2002), biochemik
- Boris Chersonskij (* 1950), ukrajinský psychiatr a básník
- Eugen Ehrlich (1862-1922), právník, zakladatel sociologie práva
- Joseph Gregor (1888–1960), divadelní vědec a libretista
- Otakar Hřímalý (1883–1945), český hudební skladatel a pedagog
- Volodymyr Ivasjuk, ukrajinský hudební skladatel a šlágrový pěvec
- Arsenij Jaceňuk (* 1974), ukrajinský politik
- Marija Jaremčuk (* 1993), ukrajinská zpěvačka
- Vladislav Kalousek (1863–1906), český klasický filolog
- Mila Kunis (* 1983), herečka žijící v USA
- Eduard Linkers (1912–2004),herec
- Eusebius Mandyczewski (1857–1929), muzikolog a hudební skladatel
- Itzig Manger (1901–1969), spisovatel v jidiš
- Georg Marco (1863–1923), šachový mistr
- Carol Miculi (1821–1892), rumunský klavírista a skladatel, žák Chopinův
- Alfred Offner (1879–1947), malíř
- Bernard Reder (1897–1963), sochař
- Gregor von Rezzori (1914–1998), novinář a spisovatel
- Walther Rode (1876–1934), spisovatel a advokát
- Ludwig Rottenberg (1864–1932), dirigent a skladatel
- Elieser Steinbarg (1880–1932), spisovatel v jidiš
- Otakar Theer (1880–1917), český básník, prozaik, dramatik a překladatel
- Stefanie von Turetzki (1868–1929), založila v Černovicích 1. dívčí lyceum v Rakousku-Uhersku.
- Viorica Ursuleac (1894–1985), rumunská sopranistka
- Rosa Welt-Straus (1856–1938), lékařka a feministka
- Zvi Yavetz, (* 1925), izraelský historik

### Osobnosti spjaté s městem
- Čeněk Slepánek (1878-1944), český spisovatel a publicista, navštěvoval zde školu pro finanční stráž
- Josef Hlávka (1831-1908), český architekt a mecenáš, projektoval budovu zdejší univerzity (dříve rezidence bukovinských metropolitů)
- Richard Příbram (1847 Praha-1928), česko-rakouský profesor lékařství
- Olha Kobyljanska (1865-1942), ukrajinská spisovatelka
- Mihai Eminescu (1850-1899), rumunský básník pozdního romantismu
- Ciprian Porumbescu (1853-1883), rumunský hudební skladatel
- Ivan Franko (1856-1916), ukrajinský národní básník, navštěvoval zde univerzitu (1891)
- Gala Galaction, vlastním jménem Grigore Pisculescu (1879–1961), spisovatel
- Alfred Margul-Sperber (1898–1967), básník a překladatel
- Andreas Mikulicz architekt
- Moses Rosenkranz (1904–2003), básník
- Joseph Alois Schumpeter (1883–1950), rakousko-americký ekonom a ministr financí, narozen v Třešti na Moravě, 1909–1911 zde působil jako profesor
- Constantin Tomaszczuk, zakladatel černovické univerzity
- Karl Emil Franzos (1848–1904), spisovatel a publicista, vyrostl v Černovicích, literárně zvěčnil místní ghetto knihou „Židé z Barnowa“
- Antonín Borovec (1870–1925), československý diplomat (narozen v Pardubicích), za 1. světové války se zasloužil o vdovy a sirotky
- Wilhelm Reich (1897–1957), psychoanalytik, narozen v Dobrjanyči, navštěvoval zde základní školu
- Wilhelm Stekel (1868–1940), psychoanalytik, vyrostl v Černovicích, navštěvoval zde gymnázium
- Karl Ernstberger (1887-1892), český architekt
- Ondřej Bubla (1906–1980), pedagog, sportovní instruktor, trenér, působil v Černovicích v letech 1933–1938. Za přínos v oblasti sportovního vzdělávání a za rozvoj československo-rumunského přátelství byl oceněn králem Michalem I. Řádem Rumunské koruny.
- Igor Jakovlevič Pomerancev (* 1948), exilový ukrajinský reportér a spisovatel, žijící v Praze

## Partnerská města
- Dijon, Francie
- Klagenfurt, Rakousko (1992)
- Pleven, Bulharsko
- Saskatoon, Kanada
- Cesano Maderno, Itálie
- Nazaret Ilit, Izrael (1997)
- Konin, Polsko
- Suceava, Rumunsko
- Salt Lake City, USA (1989)